# 975 в Україні
975 в Україні — це перелік головних подій, що відбулись у 975 році на території сучасних українських земель. Також подано список відомих осіб, що народилися та померли в 975 році.

## Особи

### Померли
- Лют Свенельдич, вбитий Олегом Деревлянським під час полювання.

## Засновані, зведені
- Лютіж (Вишгородський район)